# The James Cotton Blues Band
The James Cotton Blues Band — дебютний студійний альбом американського блюзового музиканта Джеймса Коттона, випущений у 1967 році лейблом Verve Folkways.

## Опис
Свій дебютний альбом як соліст Джеймс Коттон записав на дочірньому лейблі Verve, Verve Folkways, який був заснований у 1964 році для випуску музики в жанрах фолк та блюз. Сесія звукозапису відбулась 24 березня 1967 року в Нью-Йорку; у ній взяли участь Джеймс Коттон (вокал, губна гармоніка), Альберто Джанквінто (фортепіано), Роберт Андерсон (бас), Лютер Такер (гітара), Семюел Лей (ударні), а також ритм-секція духових у складі: Джеймс Ф. Бардж (тенор-саксофон), Делберт Л. Гілл, Маккінлі Істон (баритон-саксофон), Пол Серрано (труба), Джон Вотсон, Луї Саттерфілд (тромбон).
Гурт виконав такі пісні як «Turn on Your Lovelight» Боббі Бленда, «Don't Start Me Talkin'» Сонні Бой Вільямсона, «Feelin' Good» Джуніора Паркера, «Sweet Sixteen» Б. Б. Кінга, «Knock on Wood» Едді Флойда та ін. Спродюсували альбом Баррі Голдберг, Майкл Блумфілд та Норман Дейрон.
Альбом вийшов на LP у 1967 році і став останнім випуском лейблу (FT-3023), який змінив назву з Verve Folkways на Verve Forecast.

## Список композицій
1. «Good Time Charlie» (Дедрік Мелоун, Гілберт Кепл) — 2:46
2. «Turn on Your Lovelight» (Дедрік Мелоун, Джозеф Вейд Скотт) — 2:31
3. «Something on Your Mind» (Біг Джей Макнілі) — 2:07
4. «Don't Start Me Talkin'» (Сонні Бой Вільямсон) — 2:40
5. «Jelly, Jelly» (Джеймс Коттон) — 5:42
6. «Off the Wall» (Волтер Джейкобс) — 2:40
7. «Feelin' Good» (Герман Паркер) — 3:14
8. «Sweet Sixteen» (Б. Б. Кінг, Джо Джосі) — 5:35
9. «Knock on Wood» (Едді Флойд, Стів Кроппер) — 2:56
10. «Oh Why» (Дедрік Мелоун) — 2:15
11. «Blues in My Sleep» (Джеймс Коттон) — 5:20

## Учасники запису
- Джеймс Коттон — вокал, губна гармоніка
- Альберто Джанквінто — фортепіано
- Роберт Андерсон — бас, вокал
- Лютер Такер — соло-гітара
- Семюел Лей — ударні
- Джеймс Ф. Бардж — тенор-саксофон
- Делберт Л. Гілл, Маккінлі Істон — баритон-саксофон
- Пол Серрано — труба
- Джон Вотсон, Луї Саттерфілд — тромбон

Технічний персонал
- Баррі Голдберг, Майкл Блумфілд, Норман Дейрон — продюсер
- Денніс Авеленбахер — інженер
- Девід Крігер — дизайн обкладинки
- Тодд Казо — фотографія